# Ступари-Центар
Ступари-Центар је насељено мјесто у општини Кладањ, Босна и Херцеговина.

## Историја
Ступари-Центар као самостално насељено мјесто постоји од пописа 1991. године. До тада су били у саставу насеља Ступари које је у попису 1991. године укинуто и подијељено на самостална насеља: Ступари-Центар и Ступари-Село.

## Становништво
|             | 2013.        | 1991.        |
| Укупно      | 282 (100,0%) | 145 (100,0%) |
| Бошњаци     | 276 (97,87%) | 53 (36,55%)1 |
| Срби        | 6 (2,128%)   | 86 (59,31%)  |
| Југословени | –            | 5 (3,448%)   |
| Остали      | –            | 1 (0,690%)   |

1. 1 На пописима од 1971. до 1991. Бошњаци су пописивани углавном као Муслимани.